# Trichodillidium mylonasi
Trichodillidium mylonasi là một loài chân đều trong họ Armadillidiidae. Loài này được Schmalfuss, Paragamian & Sfenthourakis miêu tả khoa học năm 2004.